# Hôpital San Giovanni–Addolorata
L'hôpital San Giovanni–Addolorata (nom officiel en italien Azienda Ospedaliera San Giovanni Addolorata), est un hôpital de Rome situé dans le quartier Monti derrière la basilique Saint-Jean-de-Latran.

## Historique

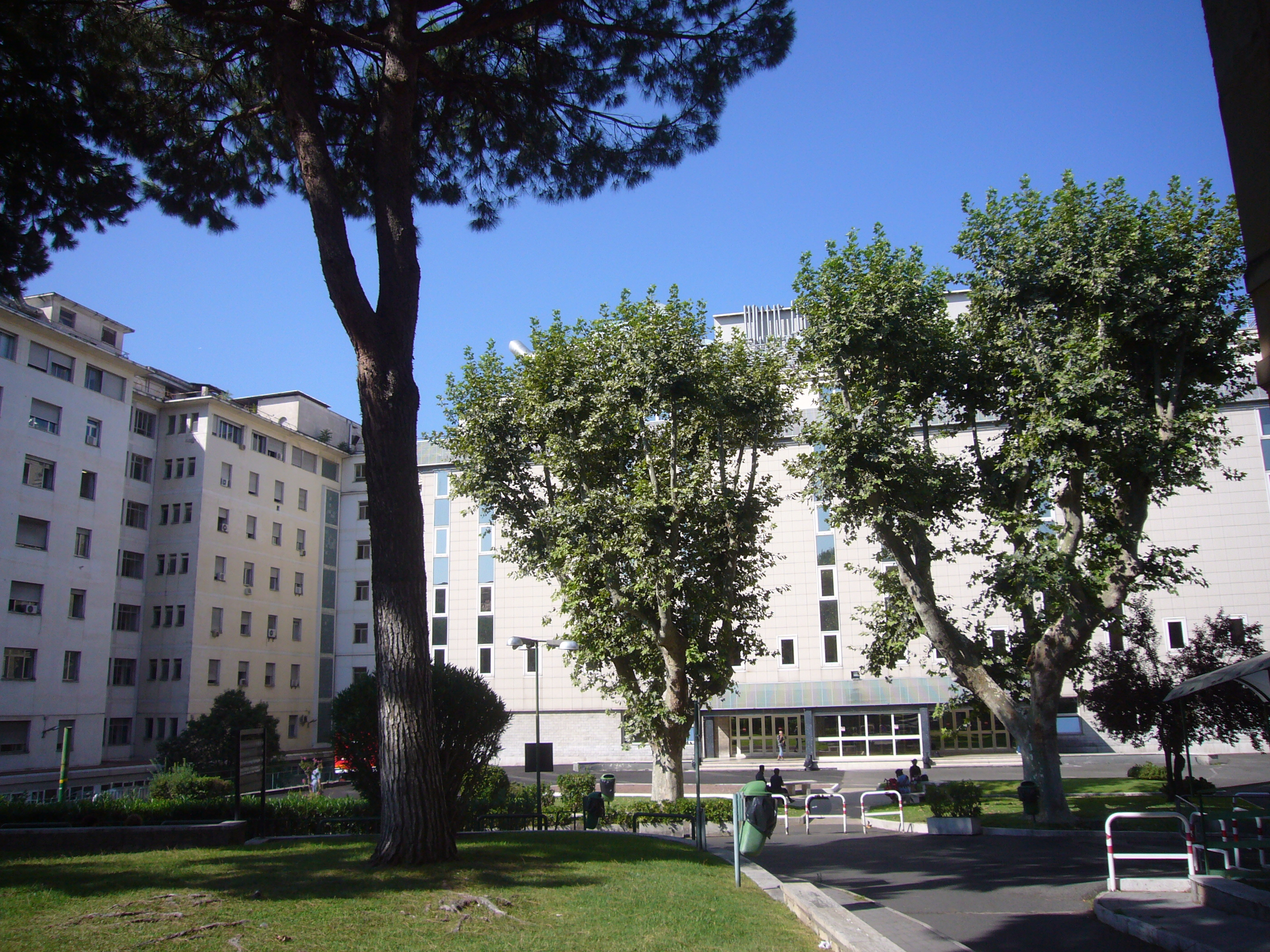
Une aile moderne du complexe de l'hôpital San Giovanni.

Le premier hôpital est construit en 575 sur les ruines de la Domus des Valerii, une famille romaine richissime. Cette propriété est mise à la vente en 404 par Mélanie la jeune et Valérien Pinien mais, trop vaste, elle est vendue en 410 après le sac de Rome.
Cet hôpital est à l'origine un hospice pour pauvres nommé Ospedale dell'Addolorata

## Accès
L'hôpital San Giovanni–Addolorata est accessible par la ligne A du métro de Rome à la station San Giovanni.